# Braunia tucumanensis
Braunia tucumanensis är en bladmossart som beskrevs av Biasuso 1993. Braunia tucumanensis ingår i släktet Braunia och familjen Hedwigiaceae. Inga underarter finns listade i Catalogue of Life.